# Sports Car (singolo)
Sports Car è un singolo della cantante canadese Tate McRae, pubblicato il 24 gennaio 2025 come terzo estratto dal terzo album in studio So Close to What.
Il brano è stato pubblicato dopo che l'intero progetto discografico era trapelato in rete il precedente 16 gennaio. È stato candidato per il Kids' Choice Award alla canzone virale preferita del 2025.

## Descrizione
Sports Car è stato descritto dalla critica specializzata come un brano elettropop e pop con influenze hip hop, caratterizzato da «melodie ansimanti» e un «ritornello parlato». È stato paragonato da George Griffiths di Official Charts Company al disco In the Zone di Britney Spears, mentre Aaron Williams di Uproxx l'ha accostato a I'm a Slave 4 U di Spears e Buttons delle Pussycat Dolls, definendolo inoltre una continuazione del precedente singolo 2 Hands.
In un'intervista, McRae ha ritenuto Sports Car «una canzone divertente da scrivere», con l'intento di catturare «l'adrenalina dell'amore, del sesso e l'eccitazione di tutto questo».

## Video musicale

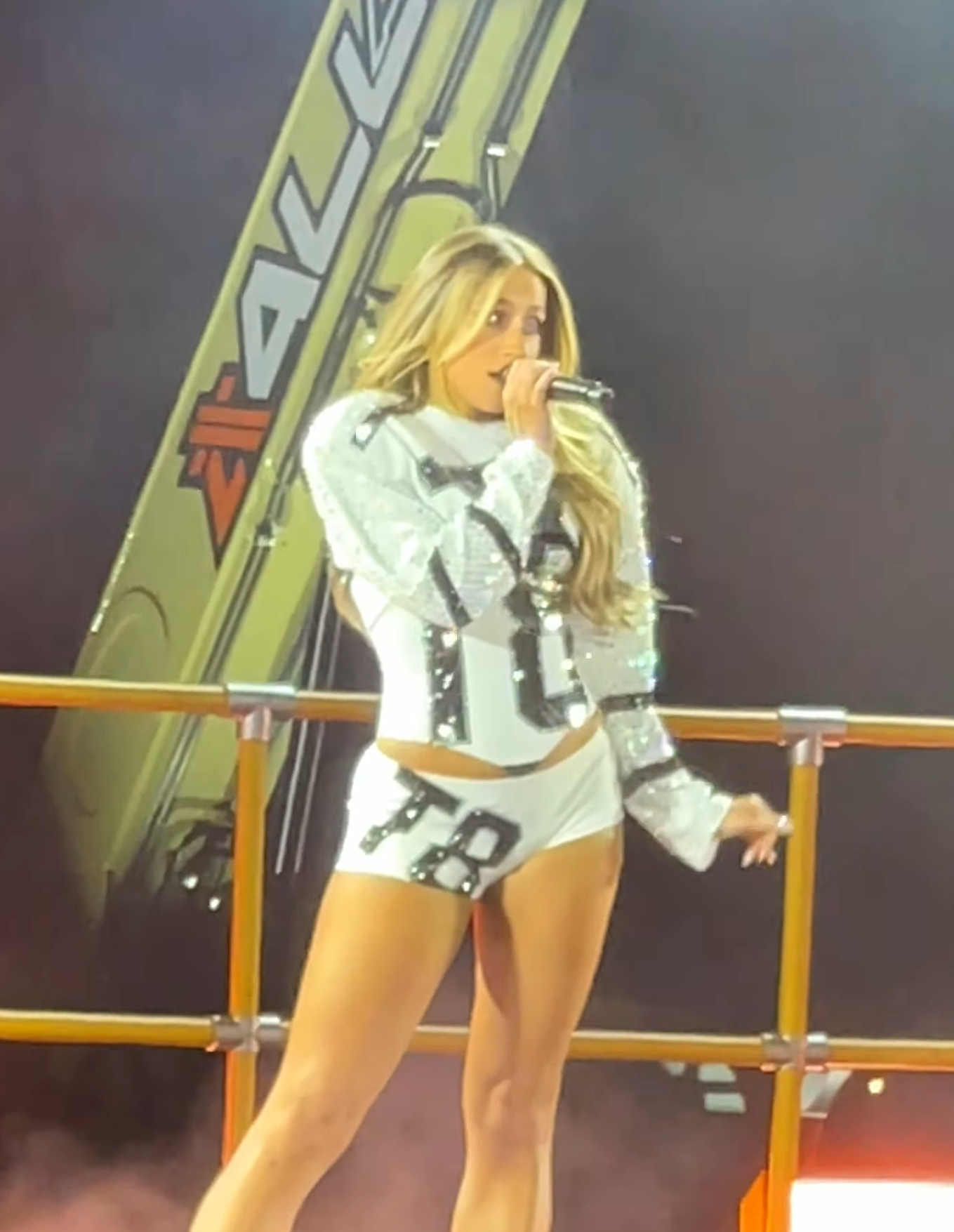
Tate McRae mentre si esibisce sulle note di Sports Car al parcheggio del Kia Forum, 20 febbraio 2025

Il video musicale, diretto da Bardia Zeinali di Vogue, è stato reso disponibile in concomitanza con l'uscita del brano attraverso il canale YouTube dell'artista. Nella clip McRae sfoggia 12 abiti firmati, tra pezzi d'archivio e capi moderni.

## Tracce
Testi e musiche di Tate McRae, Julia Michaels, Ryan Tedder e Grant Boutin.
Download digitale, streaming
1. Sports Car – 2:45

Download digitale, streaming – Remixes EP
1. Sports Car (Telykast Remix) – 2:30
2. Sports Car (Devault Remix) – 3:30
3. Sports Car (Sped-Up) – 2:17
4. Sports Car (Slowed Down) – 3:03
5. Sports Car – 2:45

## Successo commerciale
Sports Car ha esordito all'8º posto della Official Singles Chart, diventando la sua quinta top ten e accumulando 25 389 unità nel corso della sua prima settimana d'uscita. È poi rimasto in top ten per una seconda settimana consecutiva, registrando 21 421 unità vendute.

## Classifiche
| Classifica (2025) | Posizione massima |
| ----------------- | ----------------- |
| Australia         | 8                 |
| Austria           | 17                |
| Belgio (Fiandre)  | 40                |
| Bielorussia       | 12                |
| Bulgaria          | 2                 |
| Canada            | 9                 |
| Danimarca         | 28                |
| Estonia           | 7                 |
| Finlandia         | 35                |
| Francia           | 117               |
| Germania          | 33                |
| Grecia            | 8                 |
| Irlanda           | 4                 |
| Kazakistan        | 2                 |
| Lettonia          | 19                |
| Libano            | 11                |
| Lituania          | 30                |
| Moldavia          | 123               |
| Norvegia          | 18                |
| Nuova Zelanda     | 9                 |
| Paesi Bassi       | 22                |
| Polonia           | 65                |
| Portogallo        | 32                |
| Regno Unito       | 3                 |
| Repubblica Ceca   | 48                |
| Russia            | 13                |
| Singapore         | 15                |
| Slovacchia        | 43                |
| Stati Uniti       | 16                |
| Svezia            | 50                |
| Svizzera          | 26                |
| Ucraina           | 91                |

## Date di pubblicazione
| Paese                 | Data             | Formato                      | Versione   | Etichetta  | Nota   |
| --------------------- | ---------------- | ---------------------------- | ---------- | ---------- | ------ |
| Mondo                 | 24 gennaio 2025  | Download digitale, streaming | Originale  | RCA        | [ 28 ] |
| Stati Uniti d'America | 28 gennaio 2025  | Contemporary hit radio       | Originale  | RCA        | [ 29 ] |
| Italia                | 31 gennaio 2025  | Contemporary hit radio       | Originale  | Sony Italy | [ 30 ] |
| Mondo                 | 18 febbraio 2025 | Download digitale, streaming | Remixes EP | RCA        | [ 31 ] |